# Свята Корейської Народно-Демократичної Республіки
Список свят, котрі офіційно відзначаються у КНДР.
| Дата                                         | Название                                                          |
| -------------------------------------------- | ----------------------------------------------------------------- |
| 1 січня                                      | Новий рік                                                         |
| 16 лютого                                    | День народження Кім Чен Іра (День сяючої зірки)                   |
| 1-й день 1-го місяця за місячним календарем  | Корейський Новий Рік                                              |
| 15 квітня                                    | День народження Кім Ір Сена (День Сонця)                          |
| 25 квітня                                    | День Армії                                                        |
| 1 травня                                     | День міжнародної солідарності трудящих                            |
| 5-й день 5-го місяця за місячним календарем  | Суриналь                                                          |
| 27 липня                                     | День перемоги у Вітчизняній визвольній війні 1950-1953 рр.        |
| 15 серпня                                    | День звільнення (день капітуляції Японії в Другій світовій війні) |
| 9 вересня                                    | День створення КНДР                                               |
| 15-й день 8-го місяця за місячним календарем | Чхусок                                                            |
| 10 жовтня                                    | Заснована Трудова партія Кореї                                    |
| 16 листопада                                 | День матері                                                       |
| 27 грудня                                    | День Конституції КНДР                                             |

| Прапор КНДР | Це незавершена стаття про Північну Корею. Ви можете допомогти проєкту, виправивши або дописавши її. |